# Incidente del Let L 410 della DOSAAF del giugno 2021
Il 19 giugno 2021, un Let L-410UVP-E si è schiantato vicino all'aerodromo di Tanay mentre trasportava dei paracadutisti in addestramento. Dei 19 a bordo hanno perso la vita in 5.

## L'aereo
Il velivolo coinvolto è stato prodotto nell'aprile 1987 (numero di serie 18-26) e portava marche RF-94591. Ha iniziato ad operare nello stesso anno nelle Forze aeree sovietiche, poi nelle Forze aeree russe e nel gennaio 2014 è entrato nella DOSAAF russa.

## L'incidente
L'equipaggio stava eseguendo un volo di addestramento per paracadutisti dall'aeroporto del Central Siberian Parachute Club della DOSAAF. Il decollo è avvenuto alle 10:14 ora locale. Dopo la retrazione del carrello di atterraggio, ad un'altitudine di 80 piedi (24 m) il motore destro si è guastato. L'equipaggio ha continuato a salire fino a 300 piedi (91 m), con un aumento della velocità fino a 86 nodi (159 km/h). A questa altitudine, ad una distanza di 3370 m dall'aerodromo, l'equipaggio ha iniziato ad eseguire una virata verso destra per tornare indietro. I flap sono rimasti in posizione di decollo. Nel corso della virata, sulla rotta di 330°, i piloti hanno iniziato a scendere a una velocità verticale di 2-3 m/s. In una virata ad un'altitudine di 40 m, l'equipaggio ha abbassato il carrello di atterraggio e ha continuato a virare per dirigersi nel sito selezionato. L'aereo è atterrato in un campo e la cabina di pilotaggio ha colpito il suolo, a seguito del cedimento del carrello. Non si sono sviluppati incendi. Entrambi i piloti e due istruttori sono rimasti uccisi. 4 paracadutisti sono rimasti gravemente feriti. Il resto ha riportato lievi ferite o contusioni. Una delle vittime è morta in ospedale il 28 giugno.